# 9102 Foglar
9102 Foglar este un asteroid din centura principală de asteroizi.

## Descriere
9102 Foglar este un asteroid din centura principală de asteroizi. A fost descoperit pe 12 decembrie 1996 la Observatorul Kleť de Miloš Tichý și Zdeněk Moravec
. Asteroidul prezintă o orbită caracterizată de o semiaxă mare de 3,08 ua, o excentricitate de 0,09 și o înclinație de 2,8° în raport cu ecliptica.